# Embaladora

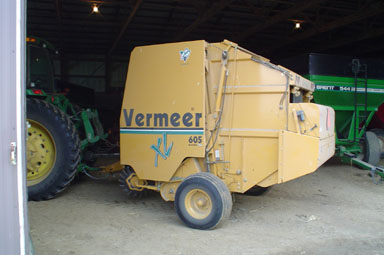
Una embaladora que fa bales rodones

Una rotoembaladora és una màquina agrícola que té com a únic ús recollir el fenc, civada, palla, etc. i comprimir en bales que finalment es lliguen amb cordes. Les embaladores agrícoles són maquinària agrícola que es fan servir per comprimir diversos productes agrícoles, una vegada tallats i rastellats com, per exemple, la palla, el fenc, el cotó o els ensitjats. Les bales compactes resulten més fàcils de manejar, transportar i emmagatzemar. Els diferents tipus d'empacadores fan diferents tipus de bales, rectangulars o cilíndriques de diferents mides i lligades amb diversos materials com filferros o cordes de fibres naturals o artificials.

## Passos abans d'embalar
Abans d'embalar fenc o el material que es vagi a empaquetar cal segar amb una segadora, deixar assecar el fenc, passar una Marall (serveix per donar la volta al fenc i que s'assequi per tots els seus costats) i, més tard s'embala. Des que se sega el fenc fins que es pugui embalar han de transcórrer com a mínim 3 dies: en un dia se sega, l'endemà es passa la Marall i al següent s'embala.

## Tipus
Actualment hi ha al mercat una gran varietat de rotoembaladores de totes les mides i marques. Hi ha dos tipus principals: rotoembaladores de bales rodones, i rotorotoembaladores de bales quadrades, sent aquestes últimes més utilitzades per la seva major capacitat d'emmagatzematge (una rotorotoembaladora de mida normal pot fer una bala de més de 400 kg). Les primeres són utilitzades principalment per a la recollida de fenc verd.

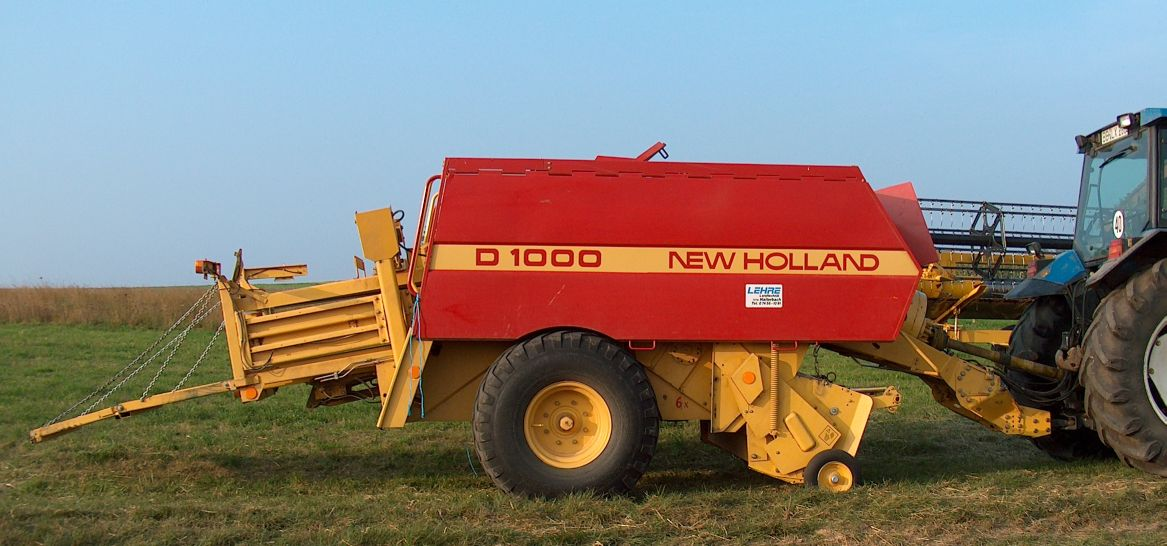
rotoembaladora de bales rectangulars.

### Embaladora de bales rodones i grosses

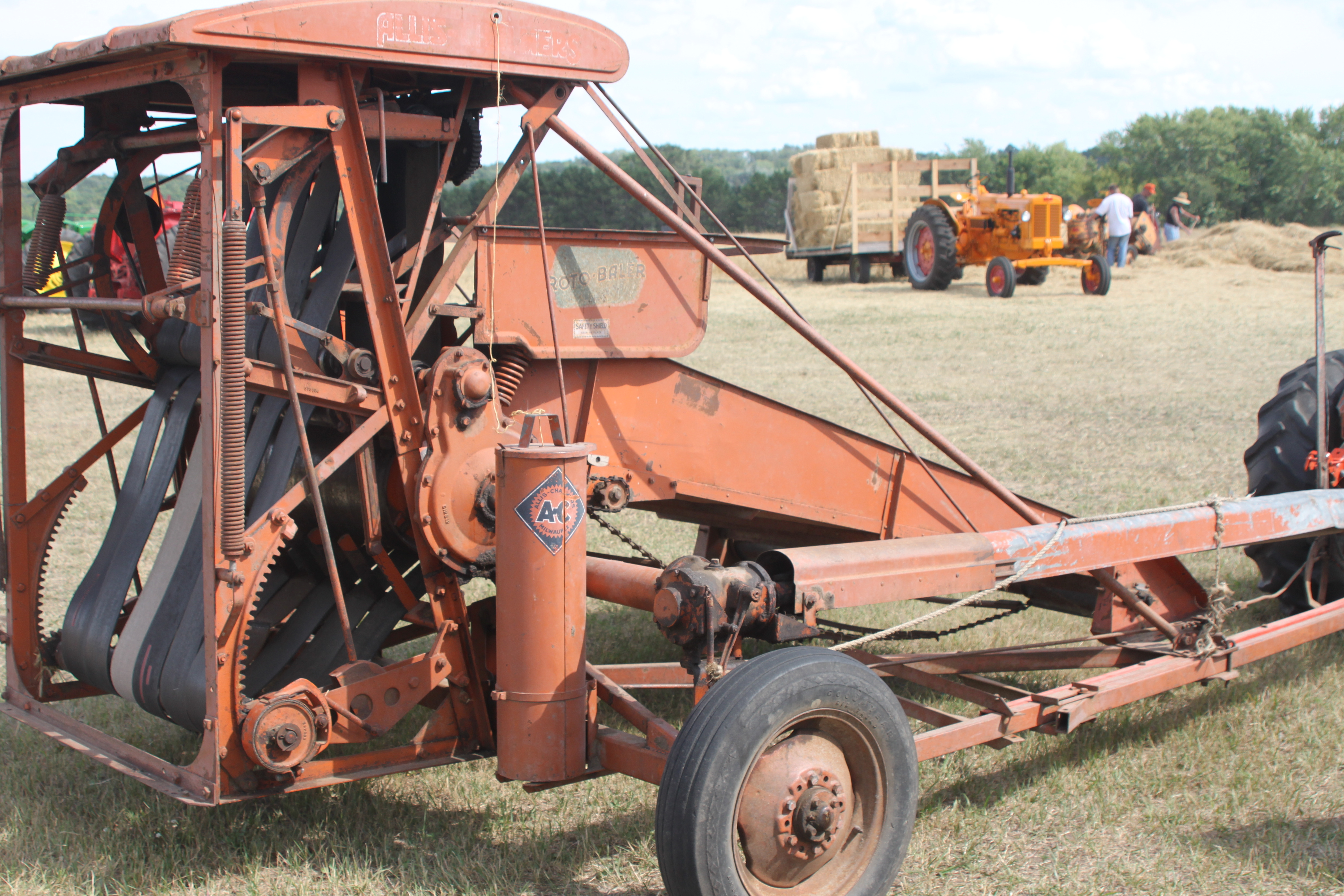
Empacadora Allis Chalmers

Empacadora de bales rodones en acció

L'embaladora més comuna en els països industrialitzats és la que fa bales rodones grosses (Rotobaler). Fa bales cilíndriques grosses de forma rodona o en rotlles. Les herbes es fan entrar dins la màquina fent servir bandes de goma, corrons o una combinació de tots dos. Quan les bales arriben a una mida predeterminada es lliguen automàticament perquè mantinguin la seva forma. La part de darrere s'obre i la bala es descarrega. La bala així ja està acabada però posteriorment es poden embolicar completament amb làmina de plàstic perquè es conservin millor. Les empacadores de cambra variable típicament fan bales de 48 a 72 polzades de diàmetre (120 a 180 cm) i unes 60 polzades (150 cm) d'amplada. Les bales poden pesar des de 1.100 a 2.200 liures (500 a 1000 kg) depenent de la mida, material i contingut d'humitat.
Van ser ideades per Ummo Luebbens cap a 1910, però la primera empbaladora no es va fabricar fins a 1947, quan Allis-Chalmers introduí la Roto-Baler. En va vendre unes 70.000 unitats al final de la seva fabricació l'any 1960.

#### Transport i maneig

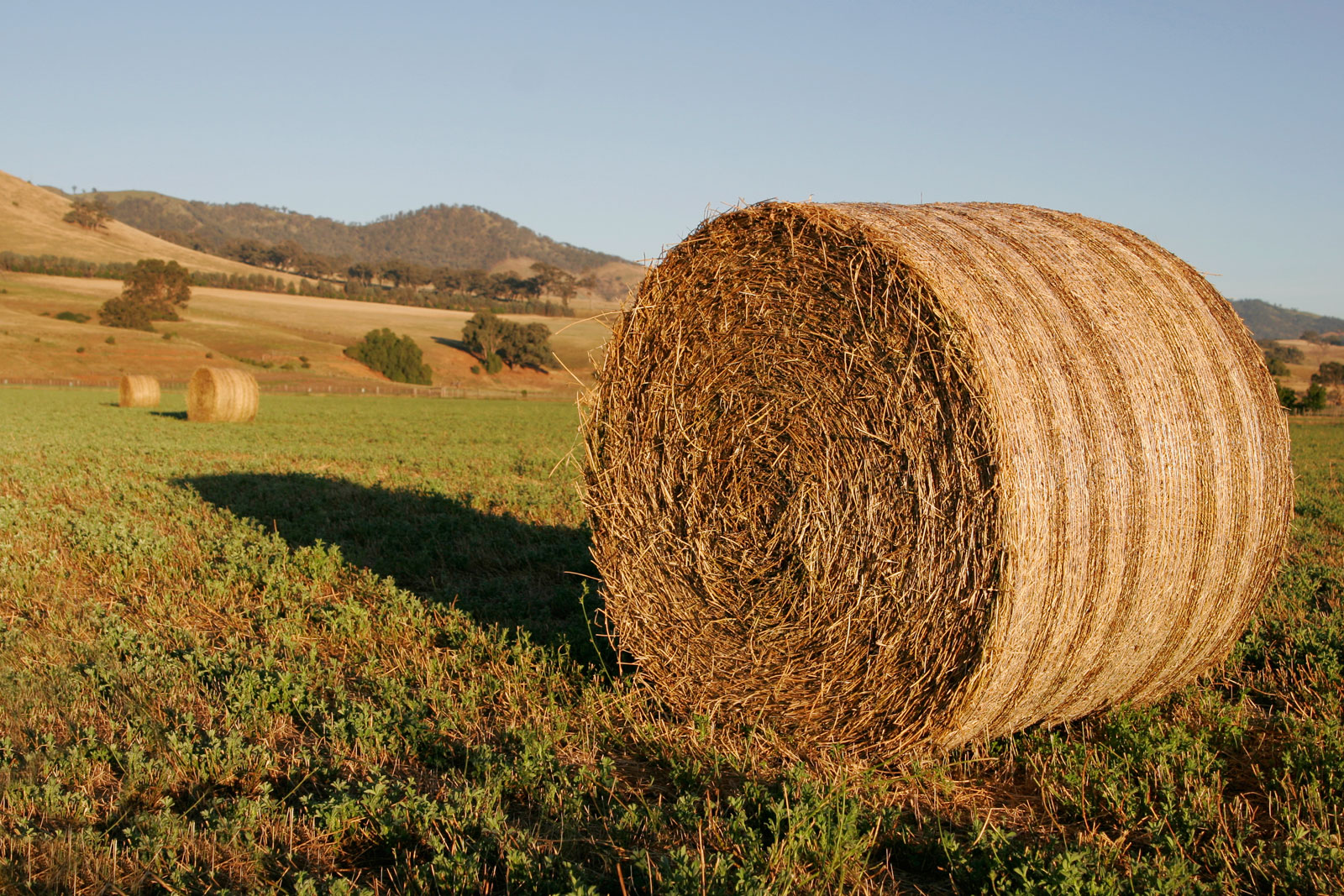
Empacadora de bales rodones

Les bales rodones poden pesar 1.000 kg i requereixen una cura especial en el seu transport i desplaçament. Per a tal cosa es disposen darrere d'una llança per a empacadora que tenen els tractors, aquesta s'inserta al centre de la bala rodona. De manera alternativa hi ha forques hidràuliques que també es troben a la part del darrere dels tractors.

## Tipus de bales
Per la seva forma hi ha tres tipus de bales: Rodones grosses, rodones rectangulars i petites rectangulars.
Per la seva composició hi ha principalment dos tipus de bales: bales en sec i bales en verd.

### Bales en sec
Les bales en sec són aquelles que es fan usant fenc assecat al sol o bé amb una deshidratadora. Aquest fenc, en estar completament sec i sense fermentacions, pot ser usat en l'alimentació d'animals de cria.

### Bales en verd
Són aquelles en què el fenc no s'ha assecat, sinó que s'ha embalatge directament en verd. Per fer aquestes bales, solen utilitzar rotoembaladores de bola rodona.
El  procediment  per fer és molt més complex:
- Primer se sega el fenc. Aquesta operació s'ha de fer, si pot ser a última hora de la tarda o primera del matí.
- A continuació, el fenc s'embala.
- Després, i ja que el fenc està embalat en verd i, per tant, encara conserva l'aigua, cal recobrir la bala amb un plàstic especial i usant una vorada.

Durant tot el procés, des de la sega fins a l'operació d'encintar no han de passar més de 24 hores. Abans que es puguin fer servir les bales, que un cop acabades reben el nom de sitges, han de passar almenys tres mesos, durant el qual la bala fermenta. A causa d'aquesta fermentació, aquestes bales no han de ser utilitzades per alimentar cries d'animals, sinó per l'alimentació d'animals adults.

## Bales grosses rectangulars
Les fan altres tipus d'embaladores. Estan molt compactades i pesen encara més que les bales rodones però són més fàcils de transportar perquè és més difícil que es desplacin durant el transport.

## Bales petites rectangulars

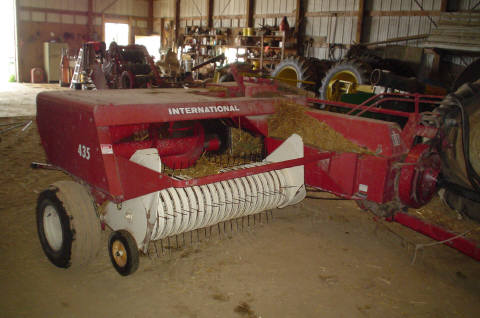
Una bala rectangular petita

Fa anys, eren el tipus de bales més comú. Actualment es fan servir en el conreus de petites superfícies i en els propietaris de cavalls que no tinguin accés a la maquinària especialitzada que utilitza les grans bales. Cada bala fa 15 x 18 polzades x 40 polzades (40 x 45 x 100 cm). Es lliguen en dos, tres o de vegades més fileres de fil. Són prou lleugeres perquè una persona les pugui manejar (de 45 a 60 lliures) 
L'embaladora autòmatica de bales rectangulars petites va prendre la seva forma actual l'any 1940 i el primer a fabricar-les va ser New Holland Ag.